# Calceta
Calceta è una parrocchia urbana dell'Ecuador, capoluogo del cantone di Bolívar, nella provincia di Manabí.